# Reino del Brasil
El Reino del Brasil (en portugués: Reino do Brasil) es el nombre que recibe fácticamente el Estado a la llegada de la familia real portuguesa y su Corte, luego de la ocupación napoleónica de Portugal en 1808 que una vez liberado se unificarían oficialmente el 16 de diciembre de 1815 como el Reino Unido de Portugal, Brasil y Algarve.
El príncipe de Brasil y regente del Reino de Portugal en el exilio, Juan VI, asumiría el trono luso-brasileño el 20 de marzo de 1816, por el fallecimiento de la enferma reina María I de Portugal, y aunque empezara a gobernar ya como rey formal, su coronación efectiva tuvo que esperar hasta el 6 de febrero de 1818.
La continuidad de este reino unido luso-brasileño ha sido el Imperio del Brasil y, actualmente, la República Federativa homónima.

## Historia

### Antecedentes
Con el Tratado de Fontainebleau, que fue firmado el 27 de octubre de 1807 en la ciudad francesa homónima entre el representante plenipotenciario Eugenio Izquierdo —de Manuel Godoy, quien fuera el valido del rey español Carlos IV— y el emperador francés Napoleón Bonaparte, se estipulaba en el mismo la invasión militar conjunta franco-española de Portugal, el cual se había aliado al Reino Unido de Gran Bretaña e Irlanda, y se permitiría para ello el paso de las tropas francesas por territorio español. 

La partición de Portugal propuesta por Napoleón, en Fontainebleau.

Luego de cumplir dicho objetivo, se dividiría en tres partes al territorio portugués: la del norte, para compensar a los destronados reyes de Etruria, la del centro, para cambiarla por Gibraltar y demás colonias arrebatadas por los ingleses, y la del sur, para Godoy quien se convertiría en el príncipe de Algarves.
Carlos IV de España, a quien Napoleón garantizaba la posesión de sus Estados de Europa, tomaría el título de emperador de las Américas. Un ejército francés entraría en España camino de Portugal, al que seguiría otro español. 
A los pocos días, las tropas españolas del norte, cumpliendo con lo pactado y tras entrar por la villa portuguesa de Valença, habían tomado Oporto y las del sur, desde Badajoz habían llegado a Setúbal, quedando así fuera de territorio español las tropas más operativas de su ejército.
Por su parte, el ejército expedicionario francés del general Andoche Junot que había cruzado el río Bidasoa el 18 de octubre, entraba en zona portuguesa por Alcántara el 20 de noviembre y llegaba a Lisboa el 30 del corriente. El día anterior, la familia real portuguesa, encabezada por el príncipe regente y miles de personas, habían salido hacia Brasil.
Cuando Godoy descubriera que en los cálculos napoleónicos, además de someter a Portugal, se hallaba el de ocupar la propia España, ya sería demasiado tarde, sucediéndose así la posterior invasión francesa de la península ibérica, el Motín de Aranjuez, la invasión francesa de Sevilla y la Guerra de la Independencia Española.

### El reino portugués en el exilio con capital en Río de Janeiro
El traslado de la corte portuguesa con la reina María I «la Loca», el príncipe-regente Juan y la mayoría de los nobles, que llegaban a unas quince mil personas, ascendía al Brasil a igual categoría que el Reino de Portugal, el 23 de enero de 1808, llamándose fácticamente reino brasileño o bien, luso-brasileño para remarcar que era gobernado por monarcas portugueses.
La capital del Reino de Portugal fue trasladada a la ciudad de Río de Janeiro, que por lo tanto, se convirtió en la única capital europea fuera del continente.

### Reconocimiento internacional del reino brasileño
El 16 de diciembre de 1815 durante el Congreso de Viena quedó aceptada por las potencias de entonces la existencia del Reino del Brasil como constituyente del Reino Unido de Portugal, Brasil y Algarve teniendo todo este reino unido por capital efectiva a Río de Janeiro.
El 20 de marzo de 1816, el príncipe-regente asumiría el trono luso-brasileño por el fallecimiento de la reina María I, pasando a ser reconocido por las potencias europeas. Sin embargo, aunque empezó a gobernar como rey formal ese mismo día, su coronación efectiva tuvo que esperar hasta el 6 de febrero de 1818.

### Reyes de Brasil
- Juan VI - rey portugués del Brasil (en realidad era oficialmente el príncipe de Brasil y regente portugués del reino en el exilio, durante las Guerras Napoleónicas).

## De reino a imperio
Cuando el rey Juan VI retornó finalmente a Portugal el 25 de abril de 1821, la mayoría de los privilegios que se le habían concedido al Brasil fueron suprimidos, provocando la ira de los independentistas. El príncipe Pedro, regente del Brasil, se terminó aliando con estos últimos, por lo cual fue presionado por la Corte portuguesa para que retornara, aunque  terminó negándose, trayendo como consecuencia el retiro del cargo de regente, quedando como un simple representante de la Corte de Lisboa en Brasil. 
Al conocer la noticia, el 7 de septiembre de 1822, desenvainó su espada y exclamó: "¡Independencia o muerte!" en lo que se llamó «Grito de Ipiranga». Fue proclamado emperador del Brasil el 12 de octubre y coronado formalmente el 1 de diciembre del mismo año.
Tras la separación ocurrida del Reino del Brasil y del Reino de Portugal, la cual fue refrendada por representantes de ambos Estados por el Tratado de Río de Janeiro del 29 de agosto de 1825, Pedro de Portugal devenido ahora en Pedro I, asumiría como emperador titular del Brasil, quedando concluida la etapa de reino. Su hijo Pedro II de Brasil asumiría como segundo emperador.